# La Mère (film, 1990)
Pour les articles homonymes, voir La Mère.
Pour plus de détails, voir Fiche technique et Distribution.
La Mère (Мать, Mat) est un film italo-soviétique réalisé par Gleb Panfilov, sorti en 1990. Le film est récompensé par le prix de la meilleure contribution artistique au Festival de Cannes 1990.

## Fiche technique
- Titre original : Мать, Mat
- Titre français : La Mère
- Réalisation : Gleb Panfilov
- Scénario : Gleb Panfilov d'après La Mère de Maxime Gorki
- Photographie : Mkhaïl Agranovitch (ru)
- Compositeur : Vadim Bibergan (ru)
- Pays d'origine :  Union soviétique |  Italie
- Genre : drame
- Date de sortie : 1990

## Distribution
- Inna Churikova : la mère de Pavel
- Viktor Rakov : Pavel Vlassov
- Liubomiras Laucevicius : le père de Pavel
- Andreï Rostotski : Nicolas II (voix : Rodion Nakhapetov)
- Antonella Interlenghi
- Mario Adorf : Rybine
- Innokenti Smoktounovski : le gouverneur
- Alexeï Bouldakov : Stepan Somov
- Dmitri Pevtsov : Iakov Somov
- Alexandre Dediouchko : l'ouvrier
- Sergueï Makovetski : Ryleïev, le gendarme
- Vladimir Chiriaïev (ru) : secrétaire de Nicolas II
- Ernst Romanov (ru) : Egor Ivanovitch
- Viatcheslav Voïnarovski (ru) : le chanteur
- Sergueï Bobrov (ru) : Nikolaï Vessovchikov